# Jeanne Ryder
Pour les articles homonymes, voir Ryder.
Œuvres principales
Après Mein Kampf, mes crimes (scénario sous le pseudonyme de José Lacaze)
Jeanne Ryder (nom de plume d'Étiennette Jeanne Phalippou) est une traductrice, scénariste et auteure française de romans sentimentaux, de romans policiers et de romans d'aventures pour la jeunesse. Née le 1er juin 1909 à Champigneulles en Meurthe-et-Moselle et morte le 21 février 1999 à Lisieux, dans le Calvados, elle choisit d'utiliser de nombreux pseudonymes, tels qu'Alexiane, José Lacaze, Alex Redry, Étienne Retterdy, Éliane Valery, Yanka, Jeannine Marie, Philippe Jean, Betty Love, Georges Grévy, Fernand Frontal, James Marly, Jean du Brésis, Nelly Delance, Jeannine Mariel, Camille Arnold, Claude Sarville, Alec d'Ayrolles, Jean Dryer, Mariella et Hélène Marval.

## Biographie
Etiennette Jeanne Phalippou naît le 1er juin 1909 à Champigneulles en Meurthe-et-Moselle. Mariée à Alexandre Ryder, réalisateur français d'origine polonaise, elle se lance dans l'écriture en 1935 grâce aux éditions Ferenczi & fils. Comme elle l'expliquera elle-même dans les années 1970, tout au long de sa carrière littéraire, elle va multiplier les pseudonymes pour que « l'éditeur paraisse avoir un nombre considérable de collaborateurs »,. Pour choisir un nouveau nom d'auteur, elle puise son inspiration dans l'annuaire téléphonique et le Bottin ou modifie le nom de son mari (par exemple, « Jean Dryer » et « Alex Redry »). Le pseudonyme « Hélène Marval », utilisé notamment dans la collection Floralies des éditions Tallandier, provient quant à lui des prénoms de sa fille « Marie, Hélène, Valérie ».
Sous le pseudonyme de « José Lacaze », elle écrit le scénario du film de propagande anti-nazi, Après Mein Kampf, mes crimes, réalisé par son mari Alexandre Ryder (sous le pseudonyme de « Jean-Jacques Valjean ») et sorti uniquement à l'Olympia, le 20 mars 1940. En juin 1940, le film est interdit et les copies saisies et détruites. Le couple doit fuir la capitale et se réfugie à Nîmes, en zone libre,. Durant l'Occupation, elle écrit plusieurs articles sous le pseudonyme de « Sezette de la Placette » pour un quotidien du soir, le Républicain du Gard, puis elle et son mari se rendent à Alès où ils resteront jusqu'à la fin de la guerre.
Après la Seconde Guerre mondiale, les conditions édictées par les éditeurs sont draconiennes. Pour obtenir un revenu décent, Jeanne Ryder doit produire à la chaîne 4 romans par mois. Par contre, à partir des années 1960, « elle peut se contenter d'écrire 2 ou 3 vrais romans par an ».
Elle meurt le 21 février 1999 à Lisieux dans le Calvados.

## Œuvre

### Sous le pseudonyme de Jeanne Ryder
- Les Feux maudits, 1944
- Fantôme d'amour, 1941
- On n'impose pas son amour, 1941
- La nymphe de l'étang, 1941

### Sous le pseudonyme d'Hélène Marval
- Juanita, femme pirate, 1948
- Esclave de son amour, 1949
- Le bonheur des autres, 1950
- La vraie route, 1950
- Hantise du passé, 1951
- L'école de "vamps", 1952
- Poussé par le destin, 1952
- La femme enchaînée, 1953
- La Source ardente, 1960
- Mirandella, 1961
- Pour Katia, 1963
- L'Ombre d'une autre, 1971
- La Fin des jeux, 1971
- Doux visage perdu, 1972
- Quelques lettres d'amour, 1972
- Doux visage perdu, 1972
- La perle noire, 1973
- La Voix sans nom, 1973
- L'Émeraude de Rawalpindi, 1974
- Pour un regard, 1975
- La Cloche d'or, 1976
- Le Secret du pont d'Enfer, 1976
- Adorable fléau, 1977
- Les Noces de cendre, 1977
- Vint un magicien, 1978
- La Maison de l'Indienne, 1980
- Dans une île parfumée, 1981

#### Traductions sous ce pseudonyme
- Christine Herring, Le Briseur de cages, 1980
- Bryan Forbes, Sarah, 1980
- Lilian Woodward, Infirmière d'une princesse, 1980
- Frances Murray (en), La Naufragée, 1981
- Theresa Charles (en), Le Brasier sur la falaise, 1981
- Loïs Paxton, Les Trois belles et la bête, 1981
- Rosalind Laker, Sur le plus beau des navires, 1982
- Marjorie MacEvoy, L'Été calabrais, 1982
- Willo Davis Roberts (en), À la recherche de Willie, 1983

### Sous le pseudonyme d'Alexiane
- L'Amoureuse défaite, 1946
- L'ange du devoir, 1948
- Rappelle-toi..., 1949
- La confession d'un jeune homme, 1949
- Petite Cendrillon, 1950
- La combe aux fées, 1951
- L'autre amour, 1955
- L'Ange du remords, 1958
- Les noces de cendre, 1962
- La maison des maléfices, 1963

### Sous le pseudonyme de Camille Arnold
- Quand la nuit finira, 1948
- L'inutile sacrifice, 1950
- La clause secrète, 1952
- Au bord de l'abîme, 1953
- Un Crime passionnel, 1954

### Sous le pseudonyme de Netty Delance
- L'obstacle, 1945
- La maison dans les pins, 1945
- La vie est un rêve, 1945
- L'Autre amour, 1946
- Les raisons du cœur, 1947
- La rose des ruines, 1947
- Le secret du petit bois, 1948
- Ta haine ne vaut pas mon amour, 1948
- Mélodie au crépuscule, 1948
- Vengeance posthume, 1950
- Croire en toi !, 1950
- L'agonie du passé, 1950
- L'intruse au cœur fier, 1950
- L'impossible vengeance, 1952
- Esclave du désir, 1953
- La vengeance d'Agnès, 1954

### Sous le pseudonyme de José Lacaze
- Détresse d'amante, 1939
- La Honte d'Evelyne, 1942
- Le pendu du bord du lac, 1945
- L'image poignardée, 1946
- Les Disparues de minuit, 1946

Elle a traduit en français plusieurs romans de la romancière britannique, Barbara Cartland, en utilisant ce pseudonyme.

### Sous le pseudonyme d'Étienne Retterdy
- Monsieur le marquis a disparu, 1940
- Une étoile dans les ténèbres, 1940
- Le rival bien-aimé, 1941
- Le Secret des tarots, 1944
- Le secret qui tue, 1944
- Six mois d'angoisse, 1947
- La mort vêtue de cristal, 1947
- L'amoureux de la nuit, 1949
- Du sang sur les étoiles, 1952
- La Proue-du-Diable, 1953
- A bord du "Blue Dream", 1953
- Martine, 1955
- Django le gitan, 1957

### Sous le pseudonyme d'Alex Redry
- Son plus beau rôle, 1949
- La maîtresse d'un soir, 1953
- L'atroce soupçon, 1954

### Sous le pseudonyme de Yanka
- L'expiation, 1945
- Cœurs murés, 1947
- La plus belle aventure, 1947
- Le torrent du remords, 1948
- Le bracelet fatal, 1949
- L'atroce vérité, 1949
- Idylle en plein ciel, 1949
- Maman veille sur toi, 1950
- Graziella, vedette, 1951

### Sous le pseudonyme d'Éliane Valéry
- Le voleur de rêve, 1947
- Le talisman de jade, 1949
- Le petit potier, 1950
- Bohémienne et marquise, 1950
- Le bonheur se mérite, 1950
- Tu n'aimeras point !, 1951
- Le docteur miracle, 1951

### Sous le pseudonyme de Jeannine Mariel
- Frédé et ses amis, 1949
- Alibi, 1950
- Drôles de vacances, 1950
- Pour acheter le bonheur, 1950
- Le billet de Gastounet, 1951
- La prisonnière du rêve, 1953
- L'obstacle secret, 1953

### Sous le pseudonyme de Jean du Brésis
- La bague au portrait, 1946
- La corrida tragique, 1946
- Le secret de Maxime Vilgrain, 1948
- Le suicide d'un cœur, 1948
- Savoir aimer, 1949
- Vengeance, 1949
- Tu reviendras !, 1949
- La menace, 1949
- L'amour et le désir, 1950
- Le chantage du cœur, 1950
- Les pirates du cœur, 1950
- La dernière imposture, 1951
- Résurrection d'amour, 1951
- Poste restante, 1952
- La cage dorée, 1952
- Le rêve interdit, 1952
- Le souffle de la haine, 1952
- Tyrannie, 1953

### Sous le pseudonyme de James Marly
- Tragique menace, 1948
- L'erreur, 1950
- Le baiser qui venge, 1951